# Parrocchie della diocesi di Latina-Terracina-Sezze-Priverno
Le parrocchie della diocesi di Latina-Terracina-Sezze-Priverno sono 87 e sono distribuite in comuni e frazioni delle provincia di Latina. In grassetto è indicata la chiesa madre della Forania.

## Forania di Latina

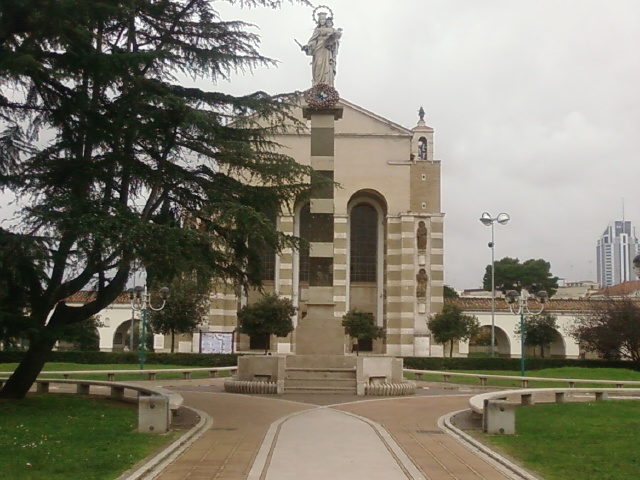
La cattedrale di San Marco a Latina

- Cattedrale di San Marco Evangelista - Latina
- Santa Maria Goretti - Latina
- Immacolata Concezione della Beata Vergine Maria - Latina
- Santa Chiara d'Assisi - Latina
- San Luca Evangelista - Latina
- Gesù Divin Lavoratore - Latina
- Nostra Signora di Loreto - Latina
- Sacro Cuore di Gesù - Latina
- Sant'Antonio da Padova - Latina
- San Carlo Borromeo - Latina
- Santa Domitilla - Latina
- San Francesco d'Assisi - Latina
- San Matteo Apostolo - Latina
- Santa Rita da Cascia - Latina
- Maria Madre della Chiesa - Latina
- Santi Pietro e Paolo - Latina
- Maria Immacolata - Borgo Carso
- Sacratissimo Cuore di Gesù - Borgo Sabotino
- San Benedetto da Norcia - Borgo Piave
- San Francesco d'Assisi - Borgo Bainsizza
- San Giuseppe - Borgo Grappa
- San Giuseppe Lavoratore - Latina Scalo
- Santa Maria della Letizia - Borgo Santa Maria
- San Michele Arcangelo - Borgo San Michele
- San Paolo Apostolo - Tor Tre Ponti
- San Pio X - Borgo Isonzo
- Maria Stella Maris - Latina Lido
- Vergine del Santissimo Rosario - Borgo Faiti

## Forania di Cisterna

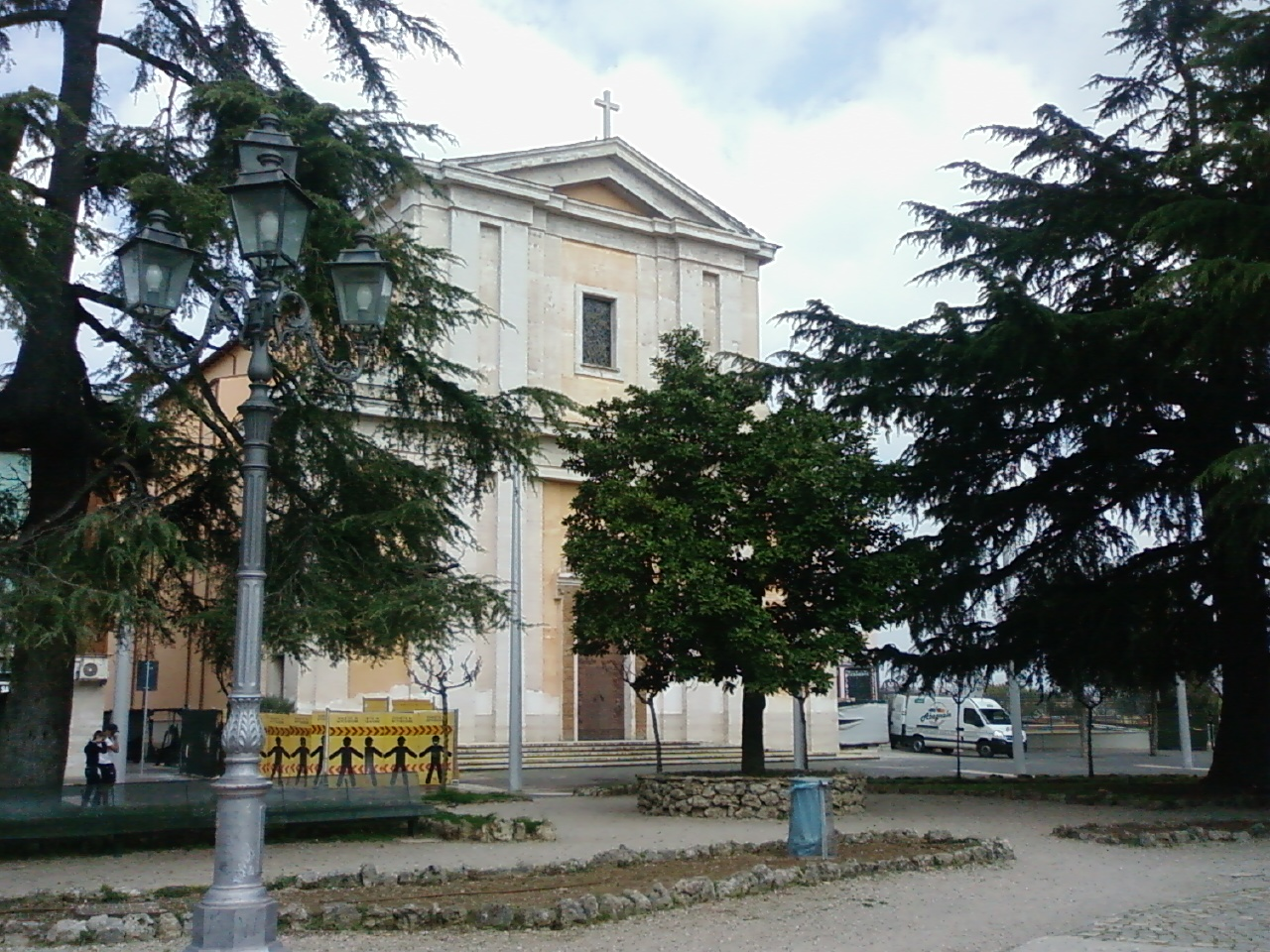
La chiesa di Santa Maria Assunta a Cisterna

- Collegiata di Santa Maria Assunta - Cisterna di Latina
- San Francesco d'Assisi - Cisterna di Latina
- San Valentino - Cisterna di Latina
- Trasfigurazione di Gesù - Cisterna di Latina
- Santa Maria Assunta - Doganella
- San Giacomo Apostolo - Cisterna/Le Castella
- San Giuseppe - Borgo Flora
- Santa Maria dell'Olmo - Olmobello
- Santissima Annunziata - Borgo Montello
- Santa Maria di Sessano - Borgo Podgora
- Santa Maria Goretti - Borgo Le Ferriere
- Santi Pietro e Paolo - Cori
- Santa Maria della Pietà - Cori
- San Giovanni Battista - Giulianello
- Santissima Annunziata - Norma
- San Michele Arcangelo - Rocca Massima

## Forania di Sezze
- Concattedrale di Santa Maria - Sezze
- San Francesco Saverio - Sezze
- Santa Lucia - Sezze
- San Pietro Apostolo - Sezze
- San Carlo da Sezze - Sezze Scalo
- San Sebastiano - Suso
- San Lorenzo Martire - Crocemoschitto
- Sant'Erasmo - Bassiano
- Santa Maria Assunta - Sermoneta
- Santo Stefano - Valvisciolo
- Nostra Signora di Lourdes - Borgo Tufette
- San Tommaso d'Aquino - Pontenuovo
- Sant'Anna - Pontinia
- Sacra Famiglia - Pontinia

## Forania di Priverno

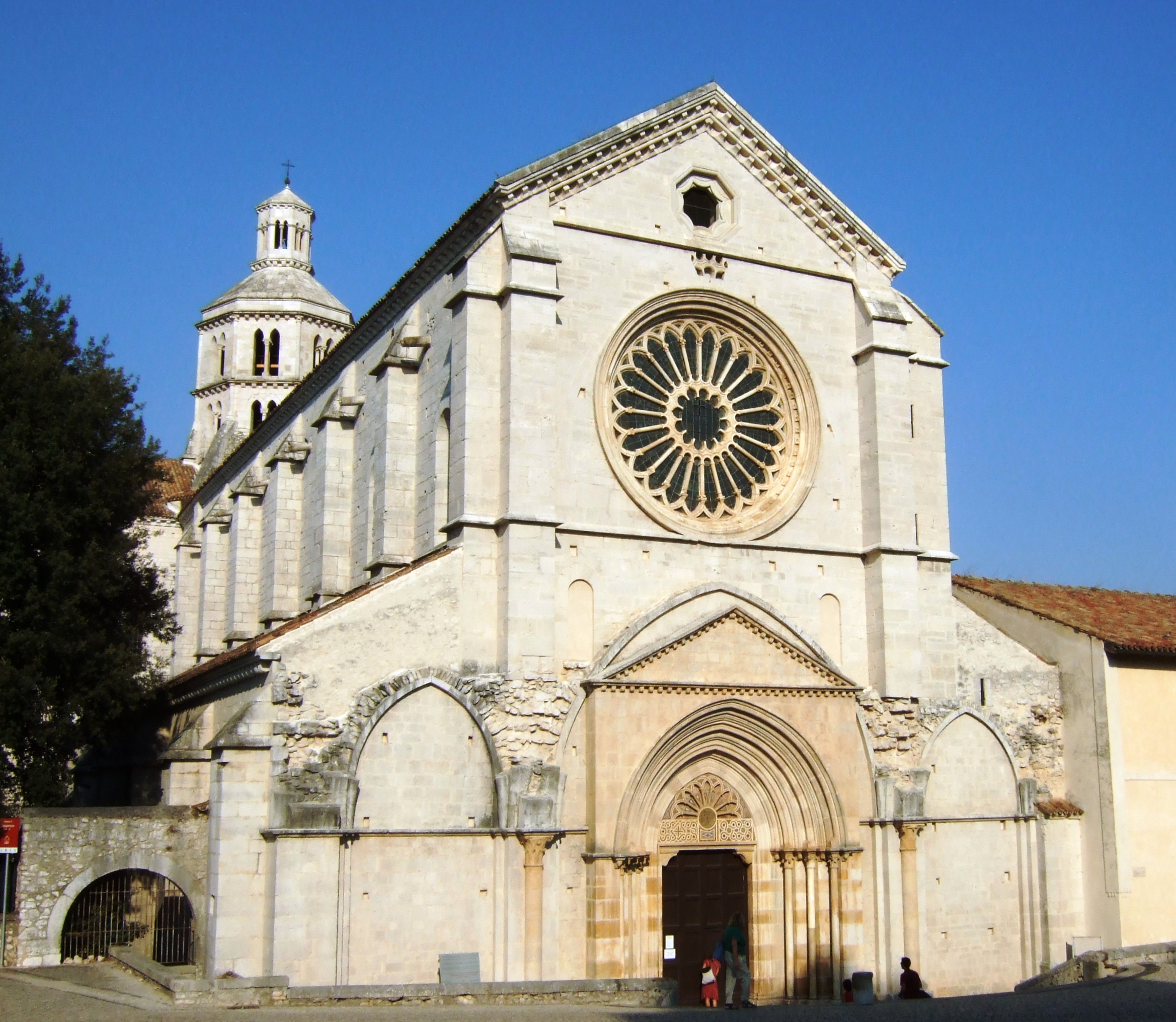
La gotica Abbazia di Fossanova, la chiesa più celebre della Forania

- Concattedrale di Santa Maria Annunziata - Priverno
- San Cristoforo - Priverno
- Beata Vergine del Rosario di Pompei - Priverno
- Sant'Antonio Abate - Priverno
- San Benedetto - Priverno
- San Giovanni Evangelista - Priverno
- Santa Maria Annunziata - Fossanova
- San Martino - Priverno
- Santa Maria Assunta - Maenza
- San Leonardo - Roccagorga
- Santa Maria Assunta - Roccasecca dei Volsci
- San Giovanni Battista - Sonnino
- Divina Maternità di Maria - Frasso

## Forania di Terracina
- Duomo di San Cesareo - Terracina
- San Domenico Savio - Terracina

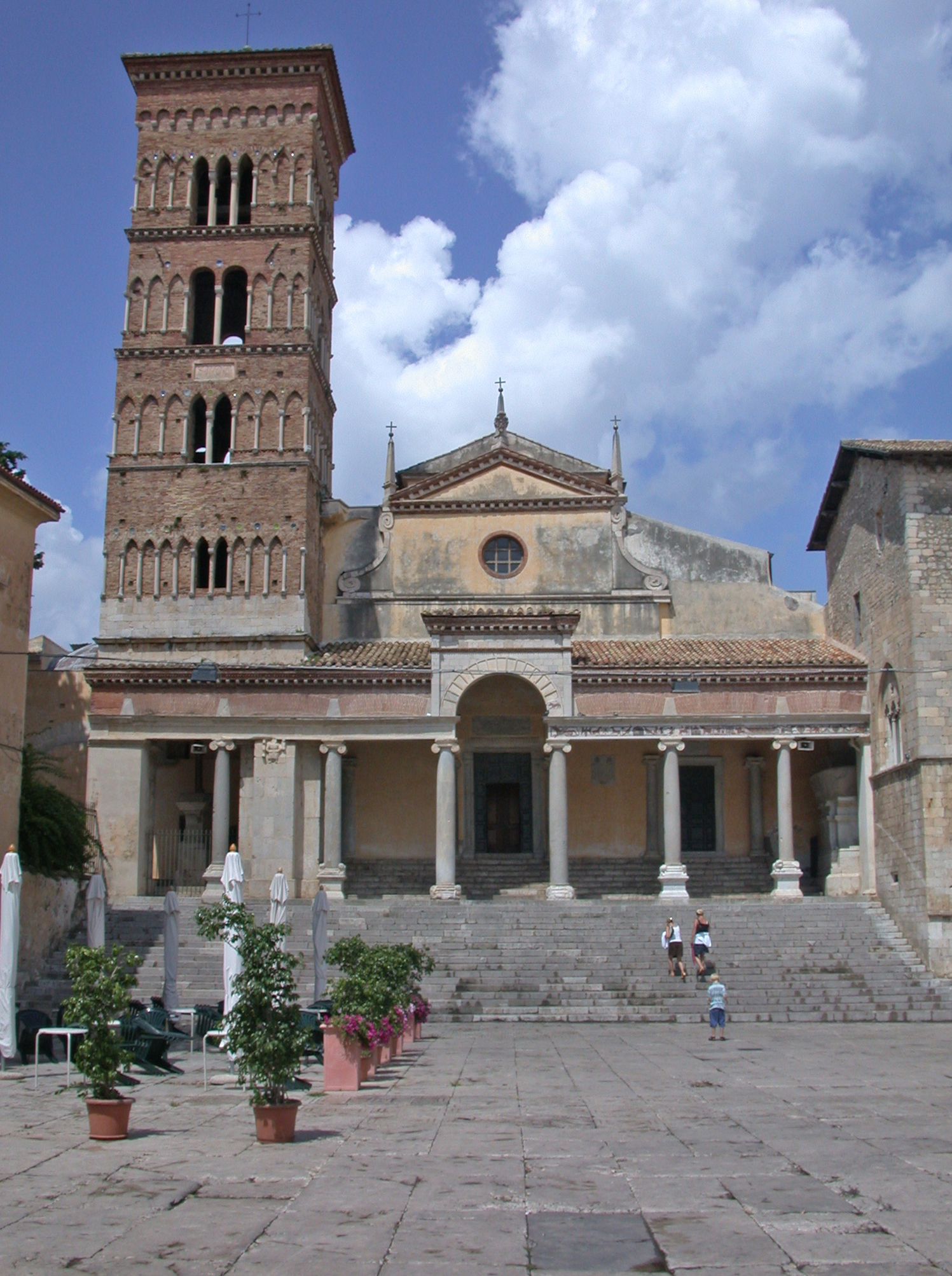
Il duomo di San Cesareo a Terracina

- Santi Martiri Terracinesi - Terracina
- Santissimo Salvatore - Terracina
- SS. Cosma e Damiano - Terracina
- Madonna di Porto Salvo - Porto Badino
- Sant'Antonio da Padova - Borgo Hermada
- San Silvano - San Silvano
- San Pio X - La Fiora
- San Felice Martire (con la chiesa dell'Immacolata e il Santuario di S.Maria della Sorresca) - San Felice Circeo
- S.Maria degli Angeli ( S. Maria della Mercede)- San Felice Circeo
- San Francesco d'Assisi - Borgo Montenero
- Santissima Annunziata - Sabaudia
- San Donato - Borgo San Donato
- Madonna di Fátima - Molella
- Cristo Re dell'Universo - Borgo Vodige